# 小行星14820
小行星14820（14820 Aizuyaichi）是一颗绕太阳运转的小行星，为主小行星带小行星。该小行星于1982年11月14日发现。

## 轨道参数
小行星14820的轨道半长轴为2.1595566 UA，离心率为0.205。